# 프로 풋볼 명예의 전당

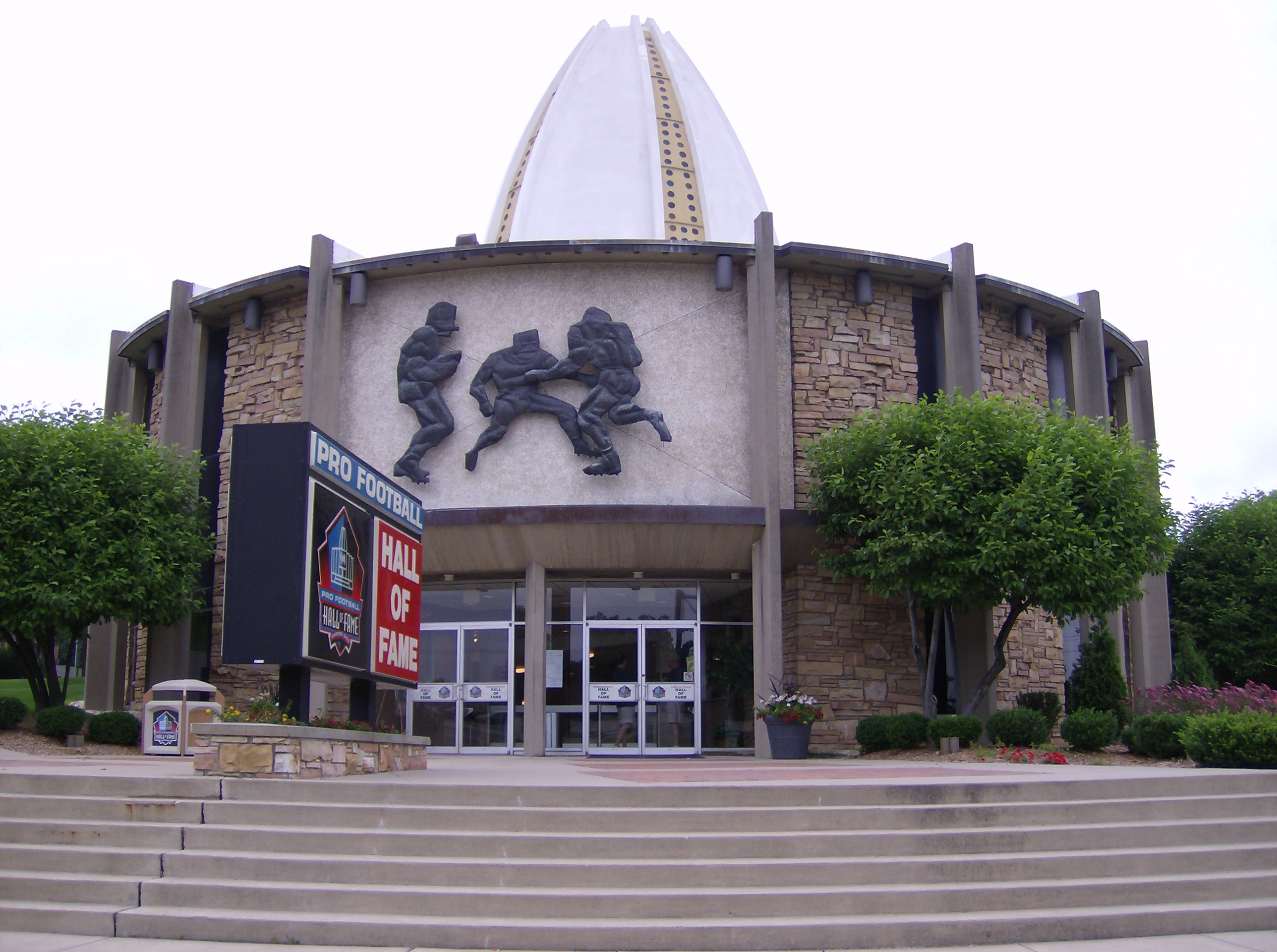
프로 풋볼 명예의 전당

프로 풋볼 명예의 전당(Pro Football Hall of Fame)은 미국 오하이오주 캔턴에 있는 프로 풋볼 전당이다. 1963년 9월 7일, 17명의 인물이 처음으로 헌액되었다. 매년 슈퍼볼 때에 전당에 헌액되는 인물이 발표되어 대체로 8월 첫째 주에 행사가 열린다. 이에 따라 프로 풋볼 홀 오브 페임 게임이라는 프리 시즌 게임이 개최되고 있다.